# Heavy Entertainment Show
| Совокупная оценка | Совокупная оценка |
| Источник          | Оценка            |
| ----------------- | ----------------- |
| Metacritic        | (61/100)          |
| Оценки критиков   |                   |
| Источник          | Оценка            |
| AllMusic          | [ 2 ]             |
| The Guardian      | [ 3 ]             |
| NME               | [ 4 ]             |
| The Independent   | [ 5 ]             |
| Evening Standard  | [ 6 ]             |
| Daily Mail        | [ 7 ]             |

The Heavy Entertainment Show — одиннадцатый студийный альбом британского поп-певца Робби Уильямса, выпущенный 4 ноября 2016 года лейблом Columbia Records. Среди соавторов песен альбома такие музыканты как Эд Ширан, Гай Чамберс, Руфус Уэйнрайт, Джон Грант, The Killers, Стюарт Прайс.

## Об альбоме

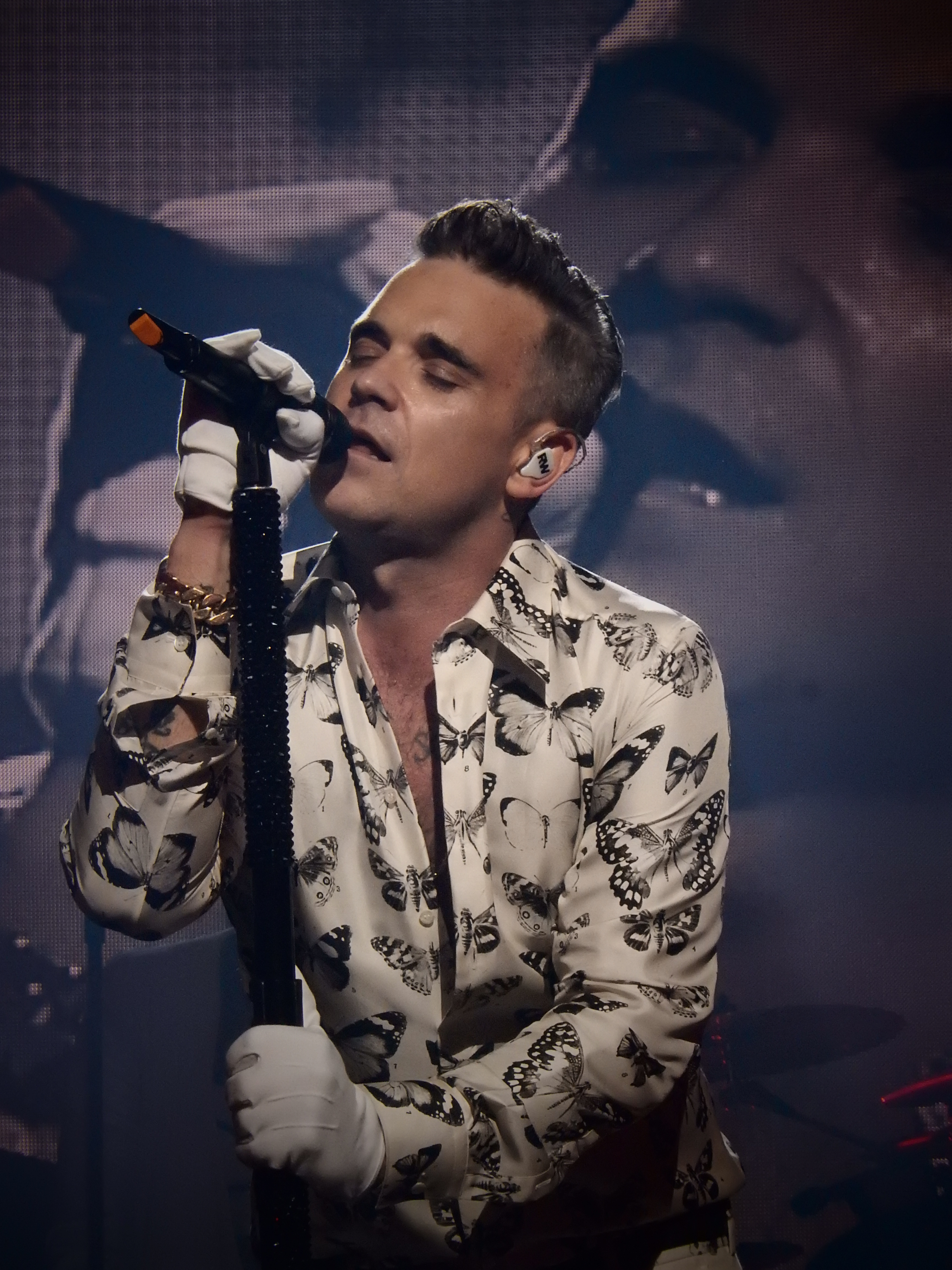
Выступление на Apple Music Festival, Лондон. 2016 год

Первые сообщения о планируемом выходе первого с 2013 года нового студийного альбома появились ещё в мае 2016 года. Новый диск стал 11-м студийным, или 19-м с учётом сборников и концертных записей.
Выход альбома был впервые анонсирован 25 сентября 2016 года, и в тот же день заглавный одноимённый трек «The Heavy Entertainment Show» вышел в свет через сервис iTunes Store. Первый официальный альбомный сингл, «Party Like a Russian», вышел 30 сентября 2016 года и в нём использована музыка Сергея Прокофьева «Танец рыцарей» из балета «Ромео и Джульетта» (1935). Посвящён новый сингл и видеоклип гламурной жизни русского олигарха.

## Коммерческий успех
Альбом дебютировал на позиции № 1 в Великобритании с тиражом 67000 копий в первую неделю.
Это 12-й чарттоппер Уильямса в британском хит-параде Official Albums Chart (включая 10 студийных и 2 сборника). Больше среди солистов только у Элвиса Пресли (13). Также среди лидеров по этому показателю Beatles (15), Мадонна (12), Дэвид Боуи (11), Rolling Stones (10), Майкл Джексон (10), Брюс Спрингстин(10), U2 (10), ABBA (9), Queen (9).

## Список композиций
- По данным iTunes.

| №   | Название                                | Автор(ы)                                                                 | Продюсеры              | Длительность |
| --- | --------------------------------------- | ------------------------------------------------------------------------ | ---------------------- | ------------ |
| 1.  | «The Heavy Entertainment Show»          | Серж Генсбур Робби Уильямс Guy Chambers Руфус Уэйнрайт Christopher Heath | Chambers Richard Flack | 3:22         |
| 2.  | «Party Like a Russian»                  | Робби Уильямс Chambers Сергей Прокофьев Heath                            | Chambers Flack         | 3:02         |
| 3.  | «Mixed Signals»                         | Брэндон Флауэрс Dave Keuning Mark Stoermer Ronnie Vannucci Jr.           |                        |              |
| 4.  | «Love My Life»                          | Робби Уильямс Gary Go Johnny McDaid                                      |                        | 3:28         |
| 5.  | «Motherfucker»                          | Робби Уильямс Flynn Francis Timothy Metcalfe                             |                        |              |
| 6.  | «Bruce Lee»                             | Робби Уильямс Stuart Price                                               |                        |              |
| 7.  | «Sensitive»                             | Робби Уильямс Price Jackson Guthy                                        |                        |              |
| 8.  | «David's Song»                          | Робби Уильямс Chambers Кара Диогуарди Jewel Kilcher                      |                        |              |
| 9.  | «Pretty Woman»                          | Робби Уильямс Бенни Бланко Steve Robson Эд Ширан                         |                        |              |
| 10. | «Hotel Crazy» (вместе с Руфус Уэйнрайт) | Wainwright Робби Уильямс Chambers                                        |                        |              |
| 11. | «Sensational»                           | Mike Curb Mack David Робби Уильямс Chambers Wainwright Heath             |                        |              |

| №   | Название                                         | Автор(ы)                                       | Длительность |
| --- | ------------------------------------------------ | ---------------------------------------------- | ------------ |
| 12. | «When You Know»                                  | Робби Уильямс Chambers Seckou Keita Jimmy Carr |              |
| 13. | «Time on Earth»                                  | Робби Уильямс Chambers Heath                   |              |
| 14. | «I Don't Want to Hurt You» (вместе с John Grant) | John Grant Робби Уильямс Chambers              |              |
| 15. | «Best Intentions»                                | Робби Уильямс Chambers Heath                   |              |
| 16. | «Marry Me»                                       | Робби Уильямс Karl Brazil Ben Castle           |              |

## Чарты
| Чарт (2016)                         | Высшая позиция |
| ----------------------------------- | -------------- |
| Австралия (ARIA)                    | 4              |
| Австрия (Ö3 Austria)                | 3              |
| Бельгия/Фландрия (Ultratop)         | 3              |
| Бельгия/Валлония (Ultratop)         | 8              |
| Чехия (ČNS IFPI)                    | 3              |
| Дания (Hitlisten)                   | 8              |
| Нидерланды (Album Top 100)          | 1              |
| Финляндия (Suomen virallinen lista) | 12             |
| French Albums (SNEP)                | 21             |
| Германия (Offizielle Top 100)       | 2              |
| Венгрия (MAHASZ)                    | 13             |
| Ирландия (IRMA)                     | 1              |
| Италия (Classifica album)           | 5              |
| Новая Зеландия (RMNZ)               | 17             |
| Норвегия (VG-lista)                 | 22             |
| Польша (ZPAV)                       | 25             |
| Португалия (AFP)                    | 18             |
| Шотландия (Scottish Albums Chart)   | 1              |
| Испания (PROMUSICAE)                | 8              |
| Швеция (Sverigetopplistan)          | 7              |
| Швейцария (Schweizer Hitparade)     | 1              |
| Великобритания (UK Albums Chart)    | 1              |

## Сертификации
| Регион | Сертификация | Продажи  |
| --- | ------------ | -------- |
| Австралия (ARIA) | Золотой      | 35 000^  |
| Австрия (IFPI Austria)                                                                                                   | Золотой      | 7500*    |
| Германия (BVMI) | Золотой      | 100 000  |
| Италия (FIMI) | Золотой      | 25 000*  |
| Нидерланды (NVPI) | Золотой      | 30,000*  |
| Швейцария (IFPI Switzerland)                                                                                             | 2× Золотой   | 20 000   |
| Великобритания (BPI) | Платиновый   | 300 000  |
| В мире (IFPI) | н/д          | 700,000+ |
| * Данные о продажах приведены только на основе сертификации. ^ Данные о тиражах приведены только на основе сертификации. |              |          |